# Femforce
Femforce var en sammanslutning av kvinnliga superhjältar från AC Comics. Bill Black och Mark Heike gjorde första numret av tidningen Femforce Special 1984.
Idén bakom Femforce var att appellera till nostalgiska känslor genom ett medvetet retrostuk i såväl stil och användningen av figurer från klassiska nedlagda superhjälteförlag: Miss Victory (från Holyoke) Blue Bulleteer/Nightveil (f.d. Phantom Lady), Rio Rita (från Fiction House), Tara (Sheena-kopia), Miss Masque (från Nedor), Buckaroo Betty (ny figur, dotter till The Haunted Horseman, en ny version av ME:s Ghost Rider) och flera andra figurer.
 Artikeln var, i den version den hade den 22 december 2005, helt eller delvis hämtad från Seriewikin (hos Seriefrämjandet): Femforce